# Amt Penzliner Land
Het Amt Penzliner Land is een samenwerkingsverband van 4 gemeenten en ligt in het district Mecklenburgische Seenplatte in de Duitse deelstaat Mecklenburg-Voor-Pommeren. Het Amt telt 6.755 inwoners. Het bestuurscentrum bevindt zich in de stad Penzlin.

## Geschiedenis
Het Amt Penzliner Land is op 1 januari 2001 ontstaan door de samenvoeging van de toenmalige Ämter Möllenhagen en Penzlin en bestond toen uit 12 gemeenten. Bij de oprichting van het Amt maakten ook de toenmalige zelfstandige gemeenten Groß Flotow, Groß Vielen, Marihn en Mollenstorf hiervan deel uit. Deze zijn op 7 juni 2009 door de stad Penlin geannexeerd. De bij de oprichting zelfstandige gemeenten Krukow, Lapitz en Puchow zijn  op 1 januari 2012 gefuseerd tot de gemeente Kuckssee.

## Gemeenten
Het Amt bestaat uit de volgende gemeenten:
- Ankershagen (507) met Bocksee, Bornhof, Friedrichsfelde en Rumpshagen
- Kuckssee (546) met de Ortsteile Krukow, Lapitz, Puchow en Rahnenfelde
- Möllenhagen (1.527) met Alt Meiershof, Bauernberg, Freidorf, Hoppenbarg, Kraase, Lehsten, Rethwisch, Rockow, Varchow en Wendorf
- Stadt Penzlin (4.175) met Alt Rehse, Ave, Carlstein, Groß Flotow, Groß Lukow, Groß Vielen, Klein Flotow, Klein Lukow, Lübkow, Mallin, Marihn, Mollenstorf, Neuhof, Passentin, Siehdichum, Werder, Wilhelmshöhe, Wustrow en Zahren